# Rutube
Rutube 또는 RUTUBE는 러시아의 온라인 비디오 플랫폼이다. 영화, 시리즈, 만화, 쇼, 라이브 방송을 포함한 라이선스 콘텐츠 라이브러리를 포함한다. 또한 블로그, 팟캐스트, 비디오 게임 라이브 스트리밍, 교육 콘텐츠를 호스팅한다.
Rutube는 웹, iOS, 안드로이드 (운영체제) 및 스마트 TV 버전을 제공한다. 2022년 1월 770만 명에서 2022년 3월 5천만 명 이상으로 시청자가 증가했다.

## 서비스 모델
Rutube는 콘텐츠에 대한 무료 액세스를 제공하며 광고를 통해 수익을 얻는다.
업로드된 모든 콘텐츠는 포르노그래피, 모욕, 스팸 광고, 마약 사용 또는 폭력 조장 등 확립된 규칙을 위반하는 모든 남용적인 콘텐츠를 차단하기 위해 관리자에 의해 검토된다. 이 플랫폼은 저작권 침해 방지를 위해 자동 콘텐츠 인식을 사용한다.
2007년부터 이 서비스는 내장 미디어 플레이어와 API를 통한 제3자 웹사이트에 전체 규모 섹션 생성을 지원했다. 제휴 프로그램의 일환으로 Rutube는 플레이어를 호스팅하는 리소스 소유자와 광고 수익을 공유한다.

## 역사

### 2006–2007: 법인 설립 및 투자자 물색
Rutube는 2006년 비디오 호스팅 서비스가 되었다. 오룔 출신의 기업가이자 세르게이 루키야넨코의 World of Watches 사가에 기반한 인기 온라인 멀티플레이어 웹 게임의 공동 소유자인 올레그 볼로부에프와 미하일 파울킨이 출시했다. 비즈니스 매거진 (러시아어: Бизнес-журнал) 및 iTV와의 인터뷰에서 창업자들은 2004~2005년부터 비디오 서비스 작업을 해왔다고 밝혔다. 볼로부에프는 그들이 개발한 i-vision.ru 서비스가 액티브X 기반 브라우저 플러그인이었지만, 액티브X 제어 요소가 악성 소프트웨어 침투 위험을 야기했기 때문에 팀이 플래시 비디오로 전환해야 했다고 말했다. 당시 미국 비디오 호스팅 서비스인 YouTube가 인기를 얻었고, 러시아 개발자들은 자신들의 서비스를 러시아 YouTube라고 설명했다.
2007년 창업자들은 이전에 액티브 타임 배틀 인터넷 프로젝트를 관리하고 O2TV와 게임랜드 TV의 프로듀서로 일했던 아스카르 투간바예프를 프로듀서로 고용했다. 모스크바에 머무는 동안 투간바예프는 파트너와 관계를 맺고 회사를 위한 투자자를 물색했다. Rutube는 Mangrove Capital Partners 벤처 펀드와 가스프롬 미디어 그룹과 같은 일부 개인 투자자를 유치했다. 가스프롬 미디어와의 협상은 2007년 여름에 시작되었고, 법적 조치는 2008년 3월부터 2008년 11월까지 진행되었다. 거래 규모에 대한 추측은 대중의 관심을 불러일으켰다. 콤메르산트는 회사의 가치가 5백만 달러에서 15백만 달러에 이른다고 주장했으며; 베도모스티와의 인터뷰에서 기술 CEO인 드미트리 그리신, 게르만 클리멘코, 빅토르 라브렌코는 각각 5백만~1천만 달러, 3백만~5백만 달러, 1백만 달러를 제안했다. 2008년 여름, 콤메르산트는 Rutube의 지배 지분이 총 15백만 달러에 인수되었으며 창업자들이 인센티브를 받았다고 밝혔다.

### 2008–2012: 가스프롬 미디어의 인수
협상이 진행되는 동안 투간바예프는 연간 계약 만료로 회사를 떠나야 했다. 이 거래의 끝은 대규모 인력 개편으로 특징지어졌다. 프로그래머와 시스템 관리자들은 별도의 회사로 옮겨졌다. Rutube는 미디어 관리자를 고용하고 상업 서비스를 구축했으며, 자료 주제를 선택하는 책임을 맡은 디자이너와 편집자를 고용했다. TNT 소유 채널을 관리하는 부서를 이끌었던 미하일 일리체프가 최고경영자(CEO)가 되었다. 전 허스트 스쿨레프 미디어 출판사의 기업 이사였던 블라디미르 바라바노프가 최고 개발 책임자로 임명되었다. 이러한 변화는 사회 지향적 플랫폼으로서의 Rutube의 새로운 개발 전략과 일치했다.
2010년 10월, Rutube 플레이어가 Vkontakte에 통합되었다. 2011년 4월, 오드노클라스니키에 비디오 플랫폼 콘텐츠가 포함된 섹션이 추가되었고, 9월에는 광고 캠페인이 시작되었다. 2011년 9월, 유료 비디오 콘텐츠가 추가되었다: 위성 TV 제공업체인 NTV-Plus와 협력하여 유지되는 러시아 프리미어리그 라이브 스트리밍. 2011년 10월, 플랫폼 출시 이후 운영되어 온 사용자 스트리밍 서비스가 중단되었다.
2011년 3월, Rutube 경영진의 감독하에 Now.ru 온라인 영화관이 서비스의 기술 기반으로 출시되었다. 이 라이브러리에는 소니 픽처스 엔터테인먼트, 월트 디즈니 컴퍼니, 워너 브라더스. 플레이보이, 라이언스게이트, 영국방송공사, MTV, 그리고 니켈로디언이 제공하는 라이선스 콘텐츠가 포함되었다.

### 2012–2015: 재설계 및 개발
2012년 여름, 가스프롬 미디어는 서비스 경영진을 변경했다. 동시에 디자인, 개발 전략 및 마케팅 전략에 변경이 이루어졌다. 새로운 버전에서 Rutube는 자체 비디오뿐만 아니라 YouTube, 페이스북, 비메오에서 가져온 비디오도 제공했다. CEO 미하일 일리체프는 Now.ru 기술 관리자 엘레나 사카로바가 대체했는데, 그녀는 가스프롬 미디어의 IT 방송 플랫폼 개발을 관리했다. 서비스의 콘텐츠 관리 정책은 UCC에서 편집자가 관리하는 전문 콘텐츠로 전환되었다. 2012년 8월, Rutube는 칸 라이언스 상을 수상한 프랑스 영화, 단편 영화, 광고 비디오를 선보였다.
2014년에 회사는 로스텔레콤과 가스프롬 미디어 간의 거래의 일환으로 주주 구조를 변경할 계획이었다. Rutube는 TV 지향 Zoomby.ru 및 영화 지향 Now.ru와 단일 브랜드로 합병될 것으로 예상되었다. 이 거래는 연방반독점원의 승인을 받았지만, 가스프롬 미디어 개편 이후 취소되었다.
2015년 2월, Rutube는 어린이용 검색 엔진인 Sputnik Deti (러시아어: Спутник.Дети)와 제휴하여 검색 결과에 안전한 어린이 섹션의 비디오를 제공했다. 6월에는 Rutube의 콘텐츠가 V Metro의 별도 섹션에 나타났는데, 이는 Rutube와 모스크바 지하철의 MaximaTelecom 와이파이 네트워크의 협력의 일환이었다. 7월에는 러시아와 우크라이나의 전 그루폰 CEO인 바딤 페토토프가 Rutube의 CEO가 되어 가스프롬 미디어 자산을 관리하게 되었다. 10월에는 Rutube 콘텐츠가 업데이트된 Kinopoisk 서비스에 나타났다.

### 2016–2019: Pladform과의 합병
2016년 2월, Rutube가 루넷의 가장 큰 합법 콘텐츠 유통업체인 Pladform과 합병할 것이라고 발표되었다. 2016년 5월, 합병이 완료되었다. 가스프롬 미디어는 새로운 회사인 Ruform에 Rutube 브랜드와 rutube.ru 웹사이트를 양도했으며, 콘텐츠 전송 네트워크와 ZAO Rutube 트랜스코드 자원을 보유했다. 새로운 그룹에서 가스프롬 미디어는 33.3%의 주식을 보유하며, 나머지는 이전 Pladform 주주인 아르멘 굴리냔, 이반 타브린, 이노바에 속한다. Pladform의 설립자이자 CEO인 아르멘 굴리냔이 Ruform의 CEO가 되었고, 가스프롬 미디어의 디지털 하위 지주회사 책임자인 바딤 페도토프가 이사회 의장이 되었다. 2019년 1월, 이반 타브린과 그의 파트너들은 OOO Ruform 주식의 67%를 유라시아 파이프라인 컨소시엄의 주요 소유자인 알렉산더 카르마노프에게 매각했다. 로만 막시모프가 CEO로 임명되었다. Pladform은 2022년 4월 독립적인 운영을 중단했다.

### 2019–2020: LIST 플랫폼
2019년 말부터 Rutube는 LIST 플랫폼의 일부로 작동했는데, 이는 사용자가 광고를 보고 두 가지 질문에 답하면 콘텐츠에 무료로 액세스할 수 있도록 했다: 하나는 프로모션 콘텐츠에 관한 것이고 다른 하나는 시청자의 관심사에 관한 것으로, 사용자 요구를 조사하기 위함이었다.
이 시스템은 광고를 주의 깊게 끝까지 시청해야 하는 비용으로 콘텐츠에 대한 무료 액세스를 기반으로 했다.
서비스에서 호스팅되는 모든 비디오는 전화번호를 통한 무료 가입 후에 이용할 수 있었다.
이 서비스는 UCC보다는 영화와 시리즈를 호스팅할 예정이었다. 프리미어, TNT, Pyatnitsa! 등 러시아 주요 TV 채널의 모든 프로젝트는 무료로 이용할 수 있었다.
"폐쇄적" 접근 방식은 VKontakte 및 Odnoklassniki와 같은 주요 플랫폼에서 Rutube 플레이어가 삭제되는 결과를 초래했다.

### 2020년–현재: 가스프롬 미디어와의 합병

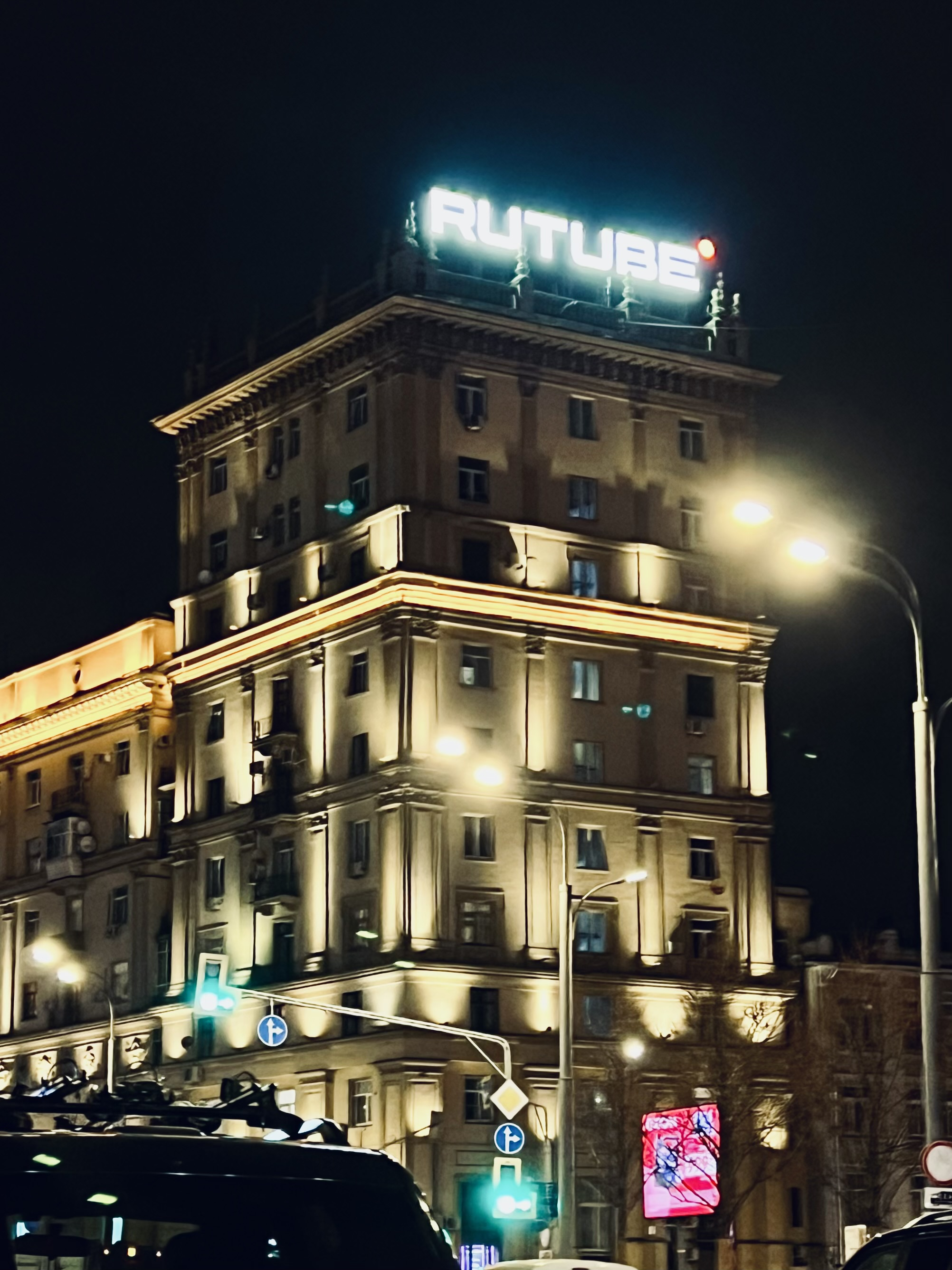
모스크바에 있는 Rutube LED 배너판 (2024)

2020년 말, 가스프롬 미디어가 Rutube의 지배 지분을 매입하고 비디오 호스팅 플랫폼의 소유권을 독점할 계획이라는 소식이 나왔다. 2020년 12월 28일, 이 정보는 사실로 밝혀졌다: 가스프롬 미디어는 OOO Ruform(Rutube와 Pladform을 포함하는 회사)의 단독 소유주가 되었으며 팀과 함께 계속할 계획이었다. 거래 규모는 공개되었다.
2020년 12월 말, Rutube는 비디오 시청에만 활동을 제한할 계획인 사용자를 위한 필수 가입을 취소했다. 댓글을 달거나 자신의 비디오를 게시하려는 사용자는 전화번호가 아닌 이메일을 통해 가입해야 했다. 또한 Rutube는 무료 비디오 스트리밍과 필수 광고 시청에 의존하는 고전적인 수익 창출 모델로 되돌아갔다. 투표 시스템은 취소되었다.
4월에 Rutube가 재출시되었다. 변경 사항은 웹 버전에 영향을 미쳤는데, 완전히 새로운 인터페이스, 직관적인 탐색, 새로운 색상 팔레트, 그리고 새로운 콘텐츠 관리 도구를 특징으로 했다.
사이트에 "팟캐스트", "수업료", "상품" 섹션이 새로 추가되었다. 또한 기부, 구독, 라이브 온라인 판매 등 새로운 수익 창출 도구가 등장했다.
2021년 8월, 전 ER-텔레콤 최고 관리자였던 알렉세이 나자로프가 로만 막시모프를 대신하여 Rutube의 새로운 CEO가 되었다. 그러나 나자로프는 불과 6개월 후인 2022년 3월에 사임했고, 카스퍼스키 랩 베테랑 알렉산더 모이세프가 그 자리를 대신했으며, 그는 다시 1년 후 세르게이 코신스키로 교체되었다.
대규모 사이버 공격으로 인해 비디오 플랫폼이 오프라인 상태가 되었으며, 이는 2022년 5월 9일 모스크바 승리의 날 (5월 9일) 퍼레이드의 예정된 스트리밍 몇 시간 전이었다. 플랫폼 보안 감사는 우크라이나 회사에 위탁되었으며, 이 회사는 의도적으로 남겨둔 백도어를 사용하여 대부분의 콘텐츠를 지우고 친우크라이나 콘텐츠를 설치한 것으로 드러났다.
2022년 7월, 러시아의 두 명의 장난꾸러기인 보반과 렉서스는 키이우 시장 비탈리 클리치코를 사칭하여 유럽 정치인들과 장난 전화 인터뷰를 주선했다. 줌 (소프트웨어)을 통해 그들은 클리치코의 오래된 비디오를 사용하여 베를린 시장 프란치스카 기파이, EU 집행위원 율바 요한슨 및 다른 정치인들과 대화했다. 보반과 렉서스는 독일 RBB와의 인터뷰에서 Rutube가 자신들을 후원했다고 주장했다.
2024년 8월, Rutube 앱이 앱 스토어 (애플)에서 삭제되었다. 비디오 서비스는 이를 애플의 제재로 설명하고 복원을 위해 싸울 것을 약속했다.
2024년 8월, Rutube는 몇 주 동안 러시아에서 접속이 어려웠던 YouTube의 비디오 콘텐츠를 전송하는 기능을 출시했다. 한 세션에 최대 2천 개의 비디오를 전송할 수 있으며, 하나의 최대 크기는 25기가바이트, 최대 길이는 5시간이다.
2024년 9월 11일, Rutube는 광고 플랫폼 Rutube Media를 도입했다. 이 플랫폼은 자체 플레이어를 기반으로 하며, 이 플레이어는 다양한 웹사이트에 통합되어 있다.
2024년 10월 3일, Rutube는 몰도바에서 차단되었다.

## 같이 보기
- 비디오 호스팅 서비스 비교
- YouTube